# Ediciones Zinco

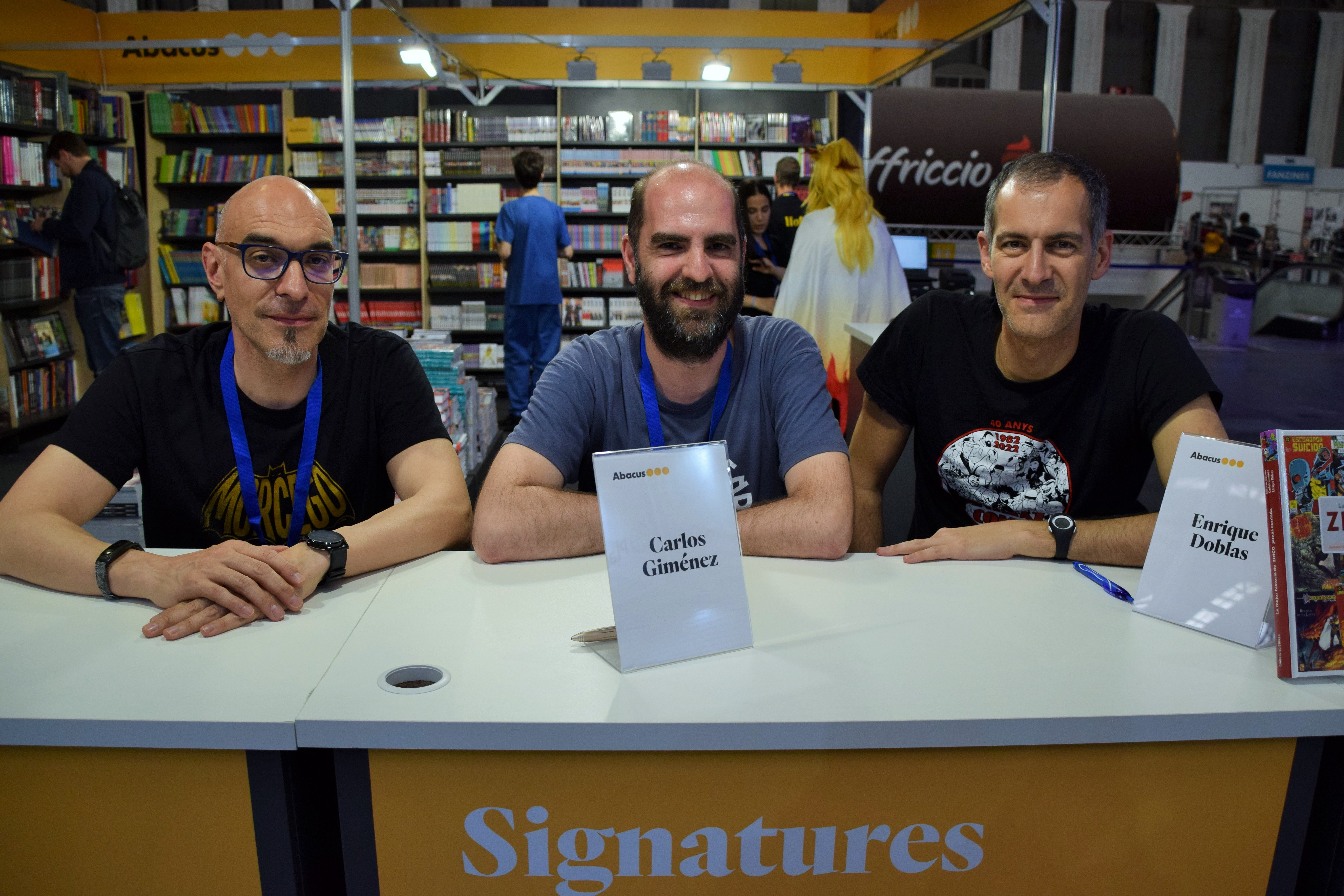
Presentació del llibre sobre Zinco al 42 Comic Barcelona (2024).

Ediciones Zinco, S. A. era una editorial barcelonina fundada l'any 1978 la qual, entre 1983 i 1996, publicà moltes sèries de DC Comics en castellà.
Zinco nasqué com a segell editorial de l'empresa distribuïdora Consejeros Editoriales para la Difusión S.L. (Coedis), fundada per Antonio Asensio i José Cadena després de la suspensió de pagaments d'una altra empresa, Edipres, encarregada de la distribució de les publicacions de Grupo Zeta:
Al principi, Zinco reprengué la publicació de còmic eròtic italià publicat fins llavors per Actuales, però en aconseguir la llicència de DC, l'any 1986 deixà de banda l'erotisme i se centrà en el gènere superheroic.
El 2024, Diábolo Ediciones publicà La mejor historia de Zinco jamás contada, un volum antològic de més de tres-centes pàgines en el qual Gustavo Higuero, Carlos Giménez i Enrique Doblas desgranen l'època de l'editorial, amb profusió d'imàtgens d'aquelles publicacions.

## Catàleg de publicacions
| A.   | títol                         |
| ---- | ----------------------------- |
| 1983 | Superman III                  |
| 1984 | Atari Force                   |
| 1984 | Batman                        |
| 1984 | Arion: Señor de Atlántida     |
| 1984 | Superman                      |
| 1984 | Flash                         |
| 1984 | Los Nuevos Titanes            |
| 1984 | Camelot 3000                  |
| 1984 | La Cosa del Pantano           |
| 1984 | Omega Men                     |
|      | Watchmen                      |
| 1987 | Batman                        |
| 1988 | Aquaman: Especial verano      |
| 1989 | Animal Man                    |
| 1989 | Batman                        |
| 1990 | Arkham Asylum                 |
| 199? | Batman 3D                     |
|      | Especial Navidad              |
| 1991 | Adam Strange                  |
| 1991 | El as enemigo: Amor de guerra |
| 1993 | Animal Man: Carne y sangre    |
| 1992 | Armageddon 2001               |
| 1992 | Batman vuelve                 |
| 1993 | Avance rápido                 |
| 1995 | Batman Forever                |
| 1995 | Aquaman: Año uno              |
| 1996 | Aquaman contra Lobo           |
| 1996 | Azrael: Ángel caído           |
| 1996 | Batman: Black and White       |